# マーティン・ワグホーン
マーティン・ワグホーン（Martyn Waghorn 、1990年1月23日 - ）は、イングランド・タイン・アンド・ウィア州サウス・シールズ出身の元プロサッカー選手。現役時代のポジションはFW。

## 経歴

### クラブ
8歳でサンダーランドAFCのアカデミーに入団。2007-08年シーズンからトップチームに昇格し、2007年12月のマンチェスター・ユナイテッドFC戦でトップチームデビューを果たした。 
2008年11月、短期レンタルでチャンピオンシップのチャールトン・アスレティックFCに加入。12月のダービー・カウンティFC戦でプロ初ゴールを決めた。
2009年8月、2010年1月までの契約でレスター・シティFCにレンタル移籍。2010年8月、移籍金300万ポンドでレスター・シティFCに完全移籍。
2014年1月、ウィガン・アスレティックFCにシーズンいっぱいの契約でレンタル移籍。2014年4月、ウィガン・アスレティックFCにフリーで加入。
2015年7月、スコティッシュ・チャンピオンシップのレンジャーズFCに移籍。2015-16シーズンは20得点を挙げ、チームのリーグ優勝とプレミアシップ昇格に大きく貢献、自身も得点王を獲得した。
2017年8月、イプスウィッチ・タウンFCに2年契約で完全移籍。
2018年8月、ダービー・カウンティFCに3年契約で完全移籍。
2021年7月2日、コヴェントリー・シティFCにフリー移籍で加入し、2年契約を結んだ。
2023年1月13日、ハダースフィールド・タウンFCにシーズン終了までレンタル移籍。
2023年8月7日、ダービーに1年契約で復帰。
2024年11月1日、ノーサンプトン・タウンFCに加入。
2025年2月13日、現役引退を表明した。

### 代表
年代別のイングランド代表歴がある。

## 所属クラブ
ユース
- サンダーランドAFC 1998-2007

プロ
- サンダーランドAFC 2007-2010

→ チャールトン・アスレティックFC 2008-2009 (loan)
→ レスター・シティFC 2009-2010 (loan)
- レスター・シティFC 2010-2014

→ ハル・シティAFC 2011 (loan)
→ ミルウォールFC 2013 (loan)
→ ウィガン・アスレティックFC 2014 (loan)
- ウィガン・アスレティックFC 2014-2015
- レンジャーズFC 2015-2017
- イプスウィッチ・タウンFC 2017-2018
- ダービー・カウンティFC 2018-2021
- コヴェントリー・シティFC 2021-2023

→ ハダースフィールド・タウンFC 2023
- ダービー・カウンティFC 2023-2024
- ノーサンプトン・タウンFC 2024

## タイトル

### クラブ
レンジャーズ
- スコティッシュ・チャンピオンシップ: 2015–16[19]
- スコティッシュチャレンジカップ: 2015–16[20]

### 個人
- スコティッシュ・チャンピオンシップ月間MVP: 2015年9月[21]
- スコティッシュ・チャンピオンシップ得点王: 2015–16[10]
- スコティッシュ・チャンピオンシップ年間ベストイレブン: 2015–16[22]